# Put Your Records On
Put Your Records On (deutsch: „Leg deine Lieblingsplatten auf“) ist ein Lied der britischen Sängerin Corinne Bailey Rae aus deren Debütalbum Corinne Bailey Rae aus dem Jahr 2006. Der Soul-/Popsong war die zweite Singleauskopplung des Albums und wurde weltweit über vier Millionen Mal verkauft.

## Entstehungsgeschichte und Produktion
Gemeinsam mit den auch an der Produktion beteiligten Produzenten Steve Chrisanthou und John Beck schrieb Corinne Bailey Rae im Jahr 2005 den Song, welcher am 20. Februar 2006 als zweite Singleauskopplung ihres Debütalbums Corinne Bailey Rae erschien.
Aufgenommen wurde in London in mehreren Studios, darunter John Ellis’ Place, Olympic Studios, Taxlight und The Idle Studio.
Neben Corinne Bailey Rae, die den Gesang, Akustikgitarre und Percussion einspielte, wurde der Song von Steve Chrisanthou (E-Gitarre, Spanische-Gitarre, Bläser & Schlagzeug), John Beck (Keyboards), Joe Tatton (Hammond-Orgel), Jason Rae (Alt-Saxophon), Jim Corry (Tenor-Saxophon), Malcolm Strachan (Trompete) und Samuel Dixon (Bass) aufgenommen.

## Harmonische Analyse
In Put Your Records On werden Jazz-Elemente mit der klaren Struktur von Popmusik verbunden. Der Song ist aufgrund seines harmonischen Gehalts (Verwendung von Umkehrungen, Septnonakkorden, Moll-Subdominanten, verkürzten Doppeldominanten und Mediantik) als gehobene Pop-Komposition einzustufen.

## Musikvideo
Das offizielle Musikvideo wurde vom britischen Regisseur Sam Brown gedreht und im Jahr 2006 veröffentlicht.
In zwei Dritteln des Videos ist die Sängerin zu sehen, wie sie mit einigen Freundinnen eine Radtour durch einen Wald oder Park macht. Corinne Bailey Rae fährt dabei vorne weg und singt währenddessen den Song, dem Zuschauer wird dabei eine positive, fröhliche Stimmung suggeriert. Im letzten Drittel des Videos ist dann nur noch die Sängerin alleine zu sehen, wie sie singend durch ein Feld und die Natur wandert.

## Rezeption
Im Jahr 2007 wurde Put Your Records On in den Kategorien „Song of the Year“ und „Record of the Year“ für den Grammy nominiert.

## Kommerzieller Erfolg

### Chartplatzierungen
Neben zahlreichen Top-100-Platzierungen weltweit schaffte es der Song im September 2006 in England auf Platz 2 der Single-Charts. In Deutschland erreichte der Song im November 2006 Platz 75 und konnte sich 9 Wochen in den Top 100 Single-Charts behaupten.
| ChartsChartplatzierungen       | Höchstplatzierung | Wochen |
| ------------------------------ | ----------------- | ------ |
| Deutschland (GfK)              | 75 (9 Wo.)        | 9      |
| Österreich (Ö3)                | 26 (19 Wo.)       | 19     |
| Schweiz (IFPI)                 | 23 (27 Wo.)       | 27     |
| Vereinigte Staaten (Billboard) | 64 (19 Wo.)       | 19     |
| Vereinigtes Königreich (OCC)   | 2 (29 Wo.)        | 29     |

| ChartsJahrescharts (2006)    | Platzierung |
| ---------------------------- | ----------- |
| Schweiz (IFPI)               | 92          |
| Vereinigtes Königreich (OCC) | 24          |

### Auszeichnungen für Musikverkäufe
Insgesamt wurde der Song laut Auszeichnungen weltweit mehr als 4,5 Millionen Mal verkauft, in den USA erhielt der Song Dreifachplatin.
| Land/Region                  | Auszeichnungen für Musikverkäufe (Land/Region, Auszeichnung, Verkäufe) | Verkäufe  |
| ---------------------------- | ---------------------------------------------------------------------- | --------- |
| Brasilien (PMB)              | Platin                                                                 | 60.000    |
| Dänemark (IFPI)              | Platin                                                                 | 90.000    |
| Italien (FIMI)               | Gold                                                                   | 50.000    |
| Neuseeland (RMNZ)            | 3× Platin                                                              | 90.000    |
| Spanien (Promusicae)         | Gold                                                                   | 30.000    |
| Vereinigte Staaten (RIAA)    | 3× Platin                                                              | 3.000.000 |
| Vereinigtes Königreich (BPI) | 2× Platin                                                              | 1.200.000 |
| Insgesamt                    | 2× Gold · 10× Platin ·                                                 | 4.520.000 |